# Українська дактильна абетка

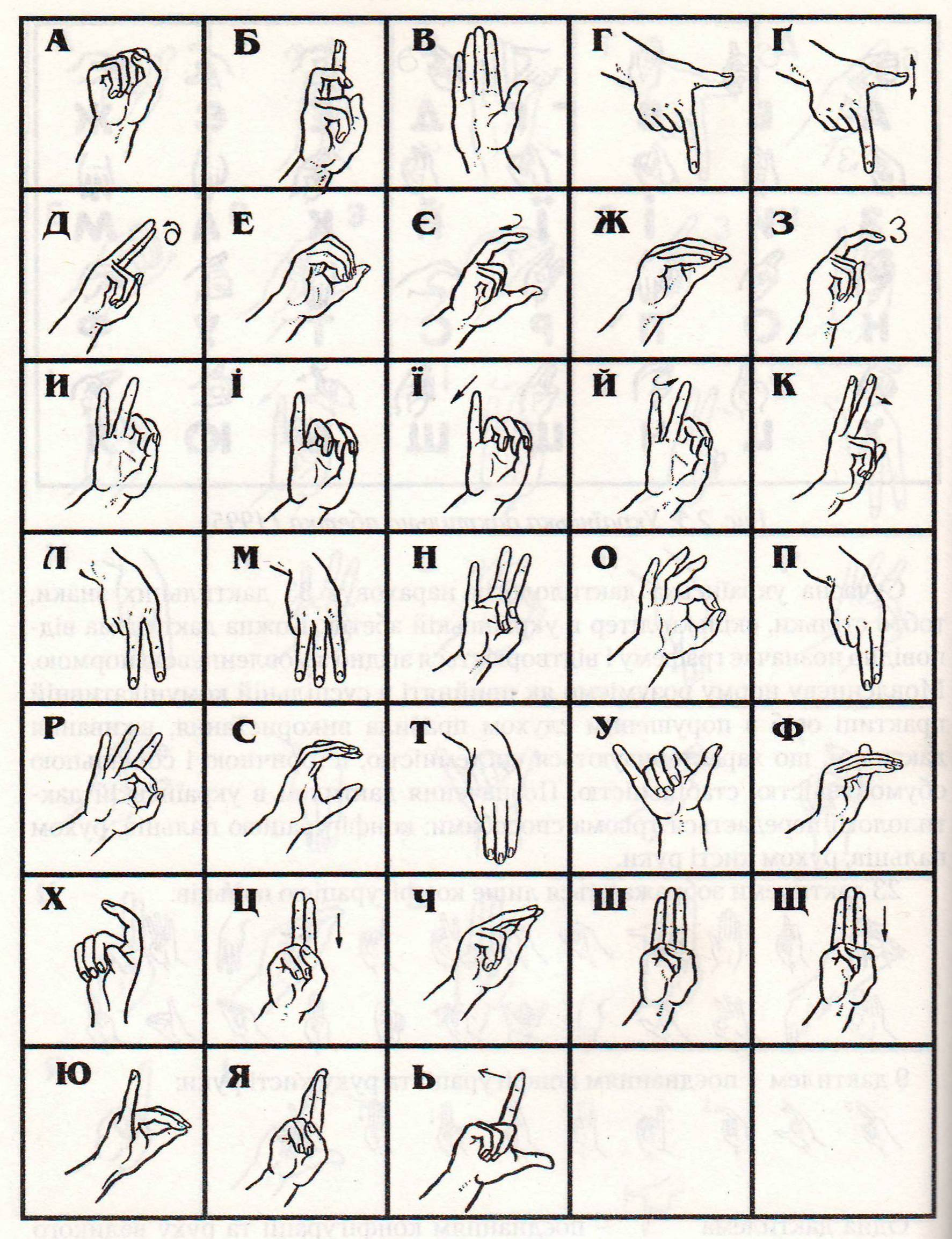
Українська дактильна абетка, 2003

Украї́нська да́ктильна абе́тка — допоміжна система української жестової мови, в якій кожному жесту однієї руки (зазвичай нерухомою правою, зігнутою в лікті) відповідає літера української мови; багато дактилем зовні схожі на відповідні літери української абетки. Промовляння ведеться за правилами української орфографії. Дактилологія відрізняється від звичайних жестів, що позначають поняття або комплекс понять. Використовується для промовляння допоміжних слів, слів, у яких відсутнє жестове позначення («дефрагментація», «геном», деяких топонімів та власних назв), а також у разі, якщо потрібно прояснити значення того чи іншого слова.

## Історія
Хто перший винайшов дактильну абетку точно не встановлено. Відомо, що зображення пальцевих літер зустрічаються вже в латинській Біблії Х ст. Можливо, деякими ручними знаками, в тому числі і літерами, користувалися вже в давнину. Дослідники вважають, що вперше дактильна абетка опублікована в 1593 р. іспанським ченцем де Вебра (М. de Vebra). Дактильне мовлення в навчанні глухих почав застосовувати іспанський чернець Педро Понсе де Ліон (Pedro Ponce de Lion), діяльність якого відноситься до XVI в. Спеціальну дактильну абетку, створену для навчання глухих, опублікував у 1629 р Хуан Пабло Бонет (Juan Pablo Bonet). Дактильна абетка Бонета в XVIII в. була покладена в основу французької дактильної абетки першими вчителями глухих у Франції - Перейра (Jacob Rodrigues Pereira) і Делепе (Charles-Michel de L'Épée), а також американської дактильної абетки, розробленої на початку XIX ст. Томасом Галлодетом (Thomas Hopkins Gallaudet) та Луї Клерком (Louis Laurent Marie Clerc). А ось британська дактильна абетка, перша публікація якої відноситься до 1698 р., побудована на іншій основі. На відміну від іспанської, французької, американської та багатьох інших, ця абетка - дворучна. Її сучасна модифікація широко використовується, крім Великої Британії, також в Австралії, Південній Африці та ін.
Дактильна абетка, що лягля в основу української дактильної абетки, була опублікована В. І. Флері в 1835 г. - він описав дактильну абетку, яка в той час вже використовувалася в педагогічному процесі. У цій дактильний абетці, а також в дактильній абетці, вміщеній у книзі директора Петербурзького училища для глухонімих Г.А. Гурцева «Енциклопедичний курс» (1838), чітко простежується традиція, що йде від Бонета: пальцеве відтворення графічного зображення літери. Більшість дактилем, представлених у книзі Г.А. Гурцева, входять в сучасну українську дактильну абетку.
Дослідження щодо вивчення дактилології в Україні тривалий час не проводилося, хоча проблема використання дактилології в системі мовленнєвих засобів навчання глухих осіб важлива й актуальна. Згадки про українську дактильну абетку знаходимо у працях К. Кірічека (1940), букварі І. Соколянського (1959), Р. Краєвського (1964), Ю. Максименка та ін. (1990), К. Луцько (1995), Н. Іванюшевої, С. Кульбіди (2005).

## Сучасна українська дактилологія
Сучасна українська дактильна абетка нараховує 33 дактильних знаки, тобто стільки ж, скільки літер в українській абетці. Кожна дактилема відповідно позначає графему і відтворюється згідно з мовленнєвою нормою. Мовленнєву норму розуміємо як прийняті в суспільній комунікативній практиці осіб із порушеним слухом правила використання, вживання дактилем, що характеризуються системністю, історичною і соціальною обумовленістю, стабільністю. Позначення дактилем в українській дактилології передається трьома способами:
- конфігурацією пальців;
- рухом пальців;
- рухом п'ястку руки.

23 дактилеми зображаються лише конфігурацією пальців: А, Б, В, Г, Е, Ж, И, І, Л, М, Н, О, П, Р, С, Т, У, Ф, Х, Ш, Ч, Ю, Я
9 дактилем — поєднанням конфігурації та руху п'ястку руки: Д, Є, З, Ї, Й, К, Ц, Щ, Ь
Одна дактилема Ґ — поєднанням конфігурації та руху великого пальця. Ця дактилема ще до недавнього часу не використовувалася, але орфографічні норми української мови час від часу зазнають змін відповідно до потреб суспільства в кодифікації написань. Так, згідно з четвертим виданням «Українського правопису» відновилося вживання літери ґ, змінилося написання слів іншомовного походження з метою наближення їх до української вимови.
Необхідність руху при позначенні дактилем зумовлена, найперше, подібністю конфігурації наступних дактилем: І_Ї, И_Й, Д_Ц, Г_Ґ, Ш_Щ, Х_З.
Слід звернути увагу на різнотипні рухи п'ястку руки:
- рух п'ястку в зап'ястку Й, К;
- рух п'ястку вниз Ц, Щ;
- опис контуру писаної літери Д, З;
- рух п'ястку вправо Ї, Ь.

Дотримання нормативності усіма, хто використовує українське дактильне мовлення як засіб комунікації, оберігання його від засмічення є обов'язковим для кожного, хто вивчає дактилологію.

### Українська дактильна абетка
| УДА, пост 2003                                                                                                 |
| Українська дактильна абетка (УДА), 2003. Відрізняється від УДА радянського зразка присутністю літер Ї, Ґ тощо. |

| УДА радянського зразка, до 2003 |
| Українська дактильна абетка (УДА) радянського зразка, використовувалася до 2003. Відрізняється від повноцінної УДА відсутністю літер Ї, Ґ тощо. |

## Правила дактилювання
Дактильне мовлення як знакова система, що використовується під час спілкування, передбачає дотримання чітко визначених норм, які враховують принципи дактилювання, техніку дактильної комунікації. На цій основі виділяють три групи правил:
- основні правила стосуються закономірностей дактилювання (з боку усного мовлення — норм вимови, з боку писемного мовлення — норм орфографії); мають особливе значення, оскільки для кожної конкретної знакової системи важливе не стільки те, що об'єднує її з іншими системами, а саме те, що різнить її від інших, і якісно характеризує названу систему;
- додаткові правила стосуються порядку, чіткості використання дактилем у мовленнєвому потоці;
- технічні правила

### Основні правила
- дактилювання відбувається відповідно до норм написання за орфографічними правилами;
- дактилювання супроводжується усним промовлянням із чіткою артикуляцією кожного звуку.

### Додаткові правила
- позначення дактилем має бути точно відтвореним;
- дактилювання ведеться плавно, кожна дактилема практично переливається в іншу;
- використання пауз і зупинок

### Технічні правила
- дактилювання відбувається рукою, яка є домінантною для саме цієї людини. Зазвичай це права рука. В осіб, у яких сформовані досконалі навички дактилювання, спостерігається використання і другої руки, коли домінантна зайнята;
- рука дактилюючої особи зігнута у ліктьовому суглобі і піднята вгору, тримається без напруження; лікоть має бути притуленим до тулуба;
- п'ясток руки знаходиться на рівні ключиці - збоку від обличчя, в жодному разі не перекриває його; під час дактилювання рука лишається сталою (в деяких випадках - поступово рухається вправо).

## Виноски
1. ↑  Кульбіда С. В. Українська дактилологія: науково-методичний посібник. — с. 115